# Chloris formosana
Chloris formosana là một loài thực vật có hoa trong họ Hòa thảo. Loài này được (Honda) Keng mô tả khoa học đầu tiên năm 1957.